# Conciliación
Conciliación - barrio (sąsiedztwo lub dzielnica) miasta Montevideo, stolicy Urugwaju. Znajduje się na północny zachód od centrum.
Graniczy z Lezica - Melilla i Colón Centro y Noroeste na północy, Sayago na wschodzie, Belvedere i Nuevo Paris na południu oraz Paso de la Arena na zachodzie. W zachodniej części znajduje się węzeł dróg krajowych Ruta 1 i Ruta 5.